# Copodontidae
Die Copodontidae bzw. Copodontiformes sind eine ausgestorbene Gruppe von Knorpelfischen, die ausschließlich durch Funde isolierter fossiler Zahnplatten bekannt ist und nur im Karbon vorkam. Die annähernd viereckigen Zahnplatten saßen einzeln an der Spitze des Ober- und des Unterkiefers der ansonsten unbekannten Fische.
Man nimmt an, dass die Copodontidae entfernte Verwandte der heutigen Seekatzen (Chimaeriformes) sind.

## Systematik
Die Ordnung Copodontiformes umfasst die Gattung Acmoniodus und die Familie Copodontidae, die in einem Schwestergruppenverhältnis zueinander stehen. Die Familie Copodontidae umfasst die beiden Gattungen Copodus und Melanodus.
- Copodontiformes
  - Acmoniodus
  - Copodontidae
    - Copodus
    - Melanodus